# Pityrodia
Pityrodia es un género de plantas con flores con 20 especies aceptadas pertenecientes a la familia de las lamiáceas. Es un endemismo de Australia, esencialmente del suroeste (Western Australia).
- Nota: Recientes estudios citológicos[3] conducen a desmembrar el antiguo género Pityrodia, por polifilético,[4] y a readmitir como válidos los géneros Dasymalla Endl. y Quoya Gaudich. cuyas especies estaban enbglobadas en el género y, por otra parte, el género Hemiphora F.Muell. se extiende para incluir ciertas especies antes atribuidas a Pityrodia. También se crea el género nuevo Muniria N.Streiber & B.J.Conn con 4 especies anteriormente incluidas también en Pityrodia.

Este artículo toma en cuenta estos recientes cambios y se refiere, entonces, al género Pityrodia s.s. .

## Descripción
Se trata de arbusto o subarbustos perennes, no aromáticos, con ramitas de sección más o menos redondeadas y con indumento de pelos dendroides/ramificados o escamosa, indumento también presente en las hojas que son opuestas y decusadas, pecioladas o subsésiles a sésiles pero no decurrentes, o en verticilos de 3-4, con limbo de bordes poco a nada revolutos. La inflorescencia es muy variable, con flores bibracteoladas, zigomorfas y hermafroditas. Tienen el cáliz
pentalobulado con los lóbulos, romos, del mismo tamaño, persistente pero no acrescente en la fructificación, más corto que la corola; esta última, interior y exteriormente peluda, es más o menos bilabiada con el labio superior bilobulado y el inferior trilobulado. El androceo tiene 4 estambres todos fértiles, mientras el ovario es peludo y más bien liso y deriva en un fruto drupáceo seco, dehiscente en 2 mericarpos biloculares  -con 1 semilla por lóculo-  no encerado en el cáliz persistente.

## Taxonomía
El género ha sido descrito originalmente por Robert Brown y publicado en Prodromus Florae Novae Hollandiae et Insulae Van Diemen, p. 513, 1810, con Pityrodia salvifolia como especie tipo que, en la clasificación revisada reciente, entra en el género Pityrodia stricto sensu.
Etimología
- Pityrodia: palabra construida a partir de los vocablos griegos πίτυς, -υος, pino, piña (estrobilo) y, por extensión sus escamas, y un súfijo (όδός, -ού) que expresa la similitud: o sea, «escamoso como las piñas», aludiendo al carácter escamoso de una parte del indumento de la especie tipo, indumento que llevan también otras especies del género.[8]

## Especies
- Pityrodia augustensis Munir
- Pityrodia brynesii Munir
- Pityrodia canaliculata A.S.George
- Pityrodia chrysocalyx (F.Muell.) C.A.Gardner
- Pityrodia gilruthiana Munir
- Pityrodia hemigenioides (F.Muell.) Benth.
- Pityrodia iphthima K.A.Sheph.
- Pityrodia jamesii Specht
- Pityrodia lanuginosa Munir
- Pityrodia lepidota (F.Muell.) E.Pritz.
- Pityrodia loricata (F.Muell.) E.Pritz.
- Pityrodia obliqua W.Fitzg.
- Pityrodia puberula Munir
- Pityrodia pungens Munir
- Pityrodia salviifolia R.Br.
- Pityrodia scabra A.S.George
- Pityrodia serrata Munir
- Pityrodia spenceri Munir
- Pityrodia ternifolia (F.Muell.) Munir
- Pityrodia viscida W.Fitzg.[1]